# Neànder (Band)
Neànder ist eine deutsche instrumentale Post-Metal-Band.

## Geschichte
Die Band wurde 2017 von Jan Korbach, Sebastian Grimberg, Michael Zolkiewicz und Patrick Zahn in Berlin gegründet. Diese waren bis dahin unter anderem in den Bands Ånd, Patsy O’Hara, Earth Ship und der Live-Band des Rappers Casper aktiv. Bei ihrer Gründung wurde nach eigener Aussage bewusst auf Gesang verzichtet, da dieser die Band zu sehr einem einzelnen Genre zugeordnet hätte. Ihr im Jahr 2018 auf dem Label Through Love Records veröffentlichtes selbstbetiteltes Debütalbum stieß national und international auf überwiegend positive Kritiken. So vergab der Rolling Stone vier von fünf Punkten und auch das britische RnR Magazin schrieb anerkennend, das Album beweise, „dass es Schönheit in der Melancholie“ gebe. Nach der EP Mãlven und einer ersten eigenen Tournee erschien 2020 mit Eremit ein zweites Album, für das Jens Uthoff von der TAZ eine „uneingeschränkte Empfehlung“ aussprach.
Sämtliche bisherigen Veröffentlichungen wurden von Jan Oberg aufgenommen und produziert sowie von Magnus Lindberg von Cult of Luna gemastert. Lediglich das Schlagzeug für Eremit wurde nicht von Jan Oberg, sondern von Christoph Barthelt (Kadavar) aufgenommen. Im Jahr 2020 spielte die Band zwei Konzerte im Livestream-Format. Für das wegen der Corona-Pandemie abgesagte Orange Blossom Special Festival sowie für den Rockpalast des WDR Fernsehen.
Im April 2023 holten sie ihre zweimal verschobene Eremit Tour nach, mit der sie in 15 deutschen Städten Halt machten.

## Stil
Die Musik von Neànder wird dem Post-Metal zugerechnet. Dabei vereine die instrumentale Musik eine Mischung aus Doom Metal, Post-Rock, Sludge und Black Metal mit Elementen des Ambient. So wurde für den Metal Hammer die Musik als schwebende „Ambient-Musik, kombiniert mit der Intensität von norwegischem Black Metal“ beschrieben. Die Songs nähern sich dabei einer Dauer von zehn Minuten. Als eine Besonderheit innerhalb der Bandkonstellation gilt, dass die Band, neben dem Gesang auch auf den Einsatz einer Bass-Gitarre verzichtet. Der fehlende Bass wird live durch eine der Gitarren simuliert.

## Diskografie
- 2018: Neànder (Album, Through Love Records)
- 2019: Mãlven (EP, Through Love Records)
- 2020: Eremit (Album, Through Love Records)